# Little Mud River (Nowitna River)
Der Little Mud River (engl. für „kleiner Schlamm-Fluss“) ist ein 230 Kilometer langer rechter Nebenfluss des Nowitna River im US-Bundesstaat Alaska. Der lokale Flussname wurde 1915 von H. M. Eakin vom U.S. Geological Survey (USGS) gemeldet.

## Verlauf
Der Little Mud River verläuft im Alaska Interior. Er entspringt auf einer Höhe von etwa 300 m 62 km südwestlich von Tanana. Der Little Mud River fließt 24 km in einem Rechtsbogen, anfangs nach Nordwesten, später nach Nordosten. Im Anschluss biegt er scharf in Richtung Westsüdwest ab. Er bildet nun unzählige enge Flussschlingen und wird dabei von zahlreichen Altarmen flankiert. Bei Flusskilometer 115 biegt der Fluss in Richtung Südsüdost ab. Ab Flusskilometer 83 fließt der Little Mud River nach Südwesten. Er mündet schließlich auf einer Höhe von 68 m in den Nowitna River.

## Einzugsgebiet
Der Little Mud River entwässert ein Areal von etwa 1265 km². Dieses liegt vollständig innerhalb des Schutzgebietes Nowitna National Wildlife Refuge. Das Einzugsgebiet des Little Mud River grenzt im Norden an die Einzugsgebiete von Bering Creek und Blind River, im Osten an das des Boney Creek sowie im Süden an das Einzugsgebiet des Grand Creek sowie das des oberstrom gelegenen Nowitna River.